# Matilde Fidalgo
Matilde Mota Veiga Santiago Fidalgo (São Domingos de Benfica, 15 maggio 1994) è una calciatrice portoghese, difensore del Betis e della nazionale portoghese.

## Palmarès

### Club
- Campionato portoghese: 5

CF Benfica: 2014-2015, 2015-2016
Sporting Lisbona: 2017-2018
Benfica: 2020-2021, 2021-2022
- Coppa del Portogallo femminile: 3

CF Benfica: 2014-2015, 2015-2016
Sporting Lisbona: 2017-2018
- Supercoppa di Portogallo femminile: 1

Sporting Lisbona: 2017
- Coppa di Lega portoghese: 1

Benfica: 2020-2021